# O Amuleto de Ogum
O Amuleto de Ogum é um filme brasileiro dirigido por Nelson Pereira dos Santos, lançado em 1974 e exibido nos cinemas a partir de 1975, com trilha sonora de Jards Macalé. Estrelado por Ney Sant’Anna, o longa é classificado como drama com elementos de misticismo e crime, pertencente a uma fase subsequente ao Cinema Novo. O filme apresenta novas propostas estéticas e temáticas, como também reflexões sociais sobre a marginalização, a religiosidade popular e a violência urbana nas periferias do Rio de Janeiro. A trama retrata a história de um menino cujo pai e irmão foram assassinados e que, a pedido da mãe, vai a um terreiro de umbanda para “fechar o corpo” (proteger-se pelos espíritos).

## Enredo
A história, dirigida por Nelson Pereira dos Santos, acompanha Gabriel (Ney Sant'Anna), um jovem retirante nordestino criado por uma mãe-de-santo. A trama é contada por um velho cego, que atua como narrador popular e misterioso, reforçando o tom mítico da obra. Desde a infância, Gabriel é marcado por uma forte ligação espiritual. Após presenciar o assassinato do irmão, o rapaz busca refúgio na umbanda, recebendo um amuleto de proteção de Ogum, o orixá guerreiro, que representa a proteção e a justiça. 
Crescido, envolve-se com o crime e a contravenção na Baixada Fluminense, até que se envolve com amante do bicheiro e é jurado de morte. Porém, ele parece ser invencível e intocável, protegido pelo poder do amuleto. Dessa forma, o filme mescla realidade e misticismo. Ao longo da trama, o personagem se transforma em pistoleiro, transitando entre a fé e a criminalidade.
No desfecho, o mito, fé e destino se entrelaçam, deixando uma reflexão aberta sobre o poder simbólico das crenças e a resistência das comunidades marginalizadas. Como um conto oral urbano, O Amuleto de Ogum transforma a trajetória de Gabriel em lenda, mantendo o espectador entre o real e o imaginário. 

## Elenco
- Ney Sant'Anna como Gabriel[6]
- Anecy Rocha como Eneida[6]
- Joffre Soares como Dr. Severiano[6]
- Maria Ribeiro como Maria[6]
- Emmanuel Cavalcanti como Dr. Baraúna[6]
- Jards Macalé como Cego Firmino[6]
- Ilya São Paulo como Gabriel menino[6]
- Olney São Paulo como Pistoleiro da Gang[6]
- Flávio São Thiago como Marginal[6]
- Clóvis Scarpino como Pistoleiro da Gang[6]
- Antônio Carnero como Zé Índio[6]
- Washington Fernandes como Pai Gogó[6]
- Waldir Onofre como Marginal[6]
- Erley José como Pai Erley[6]
- Francisco Santos como Chico de Assis[6]
- José Marinho como Quatí[6]
- Russo como Pistoleiro da Gang[6]
- Armando Santana como Filho mais velho[6]
- Jr. Vargas como Jornalista[6]
- Midani como Presidente da Cruz Vermelha[6]
- Luiz Carlos Lacerda como Mme. Moustache[6]
- Tininho como Pistoleiro da Gang[6]
- Miguelão como Pistoleiro da Gang[6]
- Quim Negro como Pistoleiro da Gang[6]
- Amazonense como Pistoleiro da Gang[6]
- Adamastor como Pistoleiro da Gang[6]
- Cafuringa como Pistoleiro da Gang[6]
- Manuel Cavalcanti como Pistoleiro da Gang[6]
- Jorge de Oliveira como Pistoleiro da Gang[6]
- Sebastião Pimentel como Pistoleiro da Gang[6]]
- Luiz Carlos Braga
- José Carvalho

## Produção
O filme Amuleto de Ogum, dirigido por Nelson Pereira dos Santos, contou com uma equipe de produção e técnica ligada ao movimento do Cinema Novo, que reuniu nomes importantes do cinema brasileiro da década de 1970. Produzido em Duque de Caxias, na Baixada Fluminense, o longa se destaca por retratar com autenticidade o universo religioso afro-brasileiro, em especial a umbanda, pouquíssima abordada no cinema até então. A produção ficou a cargo do próprio Nelson Pereira dos Santos e contou com orientação de líderes religiosos para garantir fidelidade cultural, além de utilizar locações reais das comunidades periféricas. A trilha sonora original foi composta por Jards Macalé, que também participou do elenco como um violeiro cego. A distribuição foi realizada pela Embrafilme, e o lançamento ocorreu no Brasil em 1974. No elenco, destacam-se Ney Sant’Anna como Gabriel, Anecy Rocha, Jofre Soares e Lídio Silva.

## Lançamento
Lançado em 17 de fevereiro de 1975, no Rio de Janeiro, o filme O Amuleto de Ogum, de Nelson Pereira dos Santos, foi exibido em salas como; Caruso, Vitória, Carioca, Sta. Nice, Madureira, Olaria, Odeon - Petrópolis, Paz - Caxias e D. Pedro - Petrópolis. 
A escolha dessas salas, muitas delas localizadas em regiões periféricas ou com forte presença popular, tem um significado especial: o filme, que apresenta novas propostas estéticas e temáticas, mergulha nas questões da marginalização, da religiosidade popular e da violência urbana nas periferias cariocas.
Ao ser distribuído pela Embrafilme, que é uma estatal voltada à valorização do cinema nacional, e exibido em espaços que dialogam com o público retratado na narrativa, a obra ajuda a romper com a lógica elitista de distribuição cinematográfica da época. Essas salas funcionam, portanto, como um circuito exibidor estratégico e simbólico, aproximando o cinema das realidades populares que ele se propõe a representar.

## Recepção
O lançamento do filme gerou grande repercussão na crítica nacional. A estreia foi cercada de expectativa, especialmente entre os defensores de um cinema popular comprometido com a cultura brasileira. A obra foi promovida como um marco de ruptura com o viés sociológico e paternalista que caracterizou parte do Cinema Novo na década anterior, sendo aclamado por integrar elementos da cultura afro-brasileira de maneira respeitosa e direta. 
A crítica reconheceu o esforço de Nelson Pereira dos Santos em apresentar o povo não como objeto de análise, mas como protagonista simbólico e cultural. Cenas filmadas durante festas reais de umbanda e rituais religiosos foram destacadas como tentativa de documentar com autenticidade as práticas espirituais populares. A Folha de S. Paulo e o Correio Braziliense elogiaram o tom documental dessas sequências
O crítico Ely Azeredo, em resenha no Jornal do Brasil, avaliou positivamente a liberdade dos personagens e a naturalidade da mise-en-scène, mesmo demonstrando ceticismo quanto ao potencial transformador do chamado cinema popular: “Ao contrário de tantos outros filmes do Cinema Novo, este não é uma ‘armação’ do autor-diretor contra os personagens, nem uma contestação formal, nem uma leitura de tese. Ausente o colete ideológico, os personagens respiram a plenos pulmões, todos os intérpretes estão à vontade, os movimentos de câmera e os planos parecem os mais naturais para cada situação abordada. (...) Sem dúvida, não livre de preocupações: as do cineasta como indivíduo, com sua ideologia e com os espectadores”. José Carlos Avellar, também no Jornal do Brasil, foi um dos poucos críticos a fazer uma análise formal das cenas, destacando o hibridismo narrativo do filme entre o gênero policial e o religioso. 
José Geraldo Couto, para o Jornal Folha de São Paulo, elogiou o filme e sua forma singular: "O Amuleto de Ogum" reside talvez nisso: na forma crua e despojada com que Nelson Pereira flagrou um certo universo popular, naquilo que tem de sórdido, mas também no que tem de sublime." 
João Pedro Faro, para o site de cinema Multiplot, escreve que "Amuleto só alcança essa qualidade quase totalizadora justamente porque nunca se atém a nada que não seja seu próprio universo."
Jean-Claude Bernardet, um dos mais importantes críticos da época, elogiou a tentativa de superação do paternalismo, mas questionou a ideia de neutralidade autoral do diretor. Para ele, o “cinema popular” como conceito fechado não existia, e Amuleto de Ogum era, na verdade, uma aceitação dos valores sociais e religiosos do universo retratado, com ambiguidade entre crítica e celebração: “Evidentemente, nem Nelson nem ninguém possui a fórmula do cinema popular, ou melhor, do cinema de perspectiva popular para não confundir com o filme de simples sucesso de bilheteria. Inclusive porque este cinema não existe em si. (...) A aposta básica feita por Nelson neste filme, me parece, é de aceitação dos valores da realidade sócio-cultural que ele aborda e da faixa de público a que se dirige primordialmente.”
Francisco Santiago Júnior, doutor em História pela Universidade Federal Fluminense, observa que O Amuleto de Ogum não estabelece um discurso étnico explícito, preferindo referendar o mito das ‘três raças’ e a ideologia da democracia racial, ao colocar lado a lado personagens negros, brancos e indígenas no terreiro de umbanda: 
“O Amuleto de Ogum e Tenda dos Milagres, em especial, trabalharam com inúmeros signos marcadores da “cultura negra”, a qual, naquele momento histórico, era re-definida no Brasil como dotada de formas étnicas. Os filmes assim dialogaram com marcações identitárias que oscilavam entre as marcações já conhecidas da identidade nacional, tais como a democracia racial e o mito das três raças, e o surgimento de uma nova etnicidade voltada para raízes africanas da cultura negra. Os filmes de NPS surgiram como campos de conformação de imagens étnicas que entravam em disputa com imagens sincréticas da brasilidade”.
Dessa maneira, segundo Santiago Jr., o filme desloca o olhar sobre a cultura popular do eixo da alienação para o da resistência e da mestiçagem simbólica.

## Prêmios e indicações
Prêmio Air France de Cinema (1974)
- Vencedor: melhor filme e melhor diretor (Nelson Pereira dos Santos)

Troféu Coruja de Ouro (1974)
- Vencedor: melhor diretor (Nelson Pereira dos Santos)

Festival de Cannes (1975)
- Indicado à Palma de Ouro

Festival de Gramado (1975)
- Vencedor: melhor filme (troféu Kikito)

Associação Paulista dos Críticos de Arte (1975)
- Vencedor: melhor atriz (Anecy Rocha, troféu APCA)